# Élafos (Piérie)
Élafos, en grec moderne : Έλαφος, est un village du dème de Kateríni dans le district régional de Piérie, en Macédoine-Centrale, Grèce.
Selon le recensement de 2011, la population du village s'élève à 499 habitants.